# Bertrand et Cie
Bertrand et Cie est un constructeur automobile français.

## Production
La société Bertrand et Cie, basée à Paris, a commencé à produire des automobiles en 1901. L’usine était située au 150 Avenue de Malakoff. Le moteur de 4 ch du moteur fourni par De Dion-Bouton est basé sur le Type G avec 499 cm3 (alésage 84 mm, course 90 mm). Tous les moteurs de Dion Bouton étaient encore monocylindres à cette époque. La boîte de vitesses avait deux vitesses. Le prix de vente au détail d’un modèle biplace était de 4500 francs. Pour un modèle quatre places, il fallait débourser 5000 francs. La production s’est terminée dès 1902.